# 2ruff
2ruff, auch 2 Ruff, war eine deutsche Hip-Hop-Formation aus Hamburg.

## Geschichte
2ruff wurde 1992 gegründet. Die Mitglieder waren der Produzent Simple Simon (bürgerlich Simon Hesslein), Lyn T. aka Say-On (bürgerlich Sayon Taye) und Gio E. Bis zur Trennung im Jahr 2000 erschienen zwei Alben und diverse Singles. Mit Owner of a Lonely Heart, einer Coverversion des Yes-Hits von 1983, gelang im April 1998 der Einstieg in die deutschen Singlecharts. Das Lied erreichte Platz 65 und hielt sich 6 Wochen in den Top 100. Ende des Jahres war 2ruff als Teil der Rap Allstars mit der Single Last Christmas, einer neuen Fassung des gleichnamigen Wham!-Hits von 1984, in den Top 30 der deutschen und der Schweizer Hitparade vertreten.

## Diskografie

### Alben
- 1994: Ruffskills
- 1999: Natural

### Singles
- 1994: Around the Way
- 1995: Wicked Witch
- 1997: The Lover in You
- 1997: Owner of a Lonely Heart
- 1998: Only You (That I Need) (feat. Shanaa)
- 1998: Last Christmas (Rap Allstars feat. Leroy Daniels)
- 1999: Gunz & Roses
- 2000: Bravehearts